# Landesratswahl im Saargebiet 1922
- KPD: 2
- SPD: 5
- DDP: 1
- Z: 16
- VHL: 2
- LVP: 4

Die Landesratswahl im Saargebiet 1922 war die erste Wahl zum Landesrat des Saargebiets. Sie fand am 25. Juni 1922 statt.

## Ergebnis
Die Wahlbeteiligung lag bei 54,5 Prozent. Die Zentrumspartei des Saargebietes wurde stärkste Partei und erreichte eine absolute Mehrheit.
| Partei      | Stimmen | Prozent | Sitze |
| ----------- | ------- | ------- | ----- |
| Z           | 92.252  | 47,7    | 16    |
| SPD         | 29.207  | 15,1    | 5     |
| LVP         | 24.829  | 12,8    | 4     |
| VHL         | 16.063  | 8,3     | 2     |
| KPD         | 14.532  | 7,5     | 2     |
| DDP         | 7.539   | 3,9     | 1     |
| MiSV        | 4.137   | 3,9     | –     |
| USPD        | 2.715   | 1,4     | –     |
| Kriegsopfer | 2.030   | 1,1     | –     |